# Piet Bouman
Pieter (Piet) Bouman (Dordrecht, 14 oktober 1892 – Tietjerksteradeel, 20 juli 1980) was een Nederlands voetballer, die met het Nederlands elftal brons won op de Olympische Spelen van 1912 in Zweden.
Bouman speelde vier wedstrijden voor het Nederlands elftal. In de eerste ronde werd Zweden met 4-3 verslagen en in de kwartfinale werd er tegen Oostenrijk met 3-1 gewonnen. Nederland verloor in de halve finale met 3-1 van Denemarken.
Op 4 juni 1912 speelde Nederland tegen Finland de troostfinale. Hierin werd Finland met 9-0 van de mat gespeeld.
Bouman speelde tot 1914, als linksbuiten, voor D.F.C., vervolgens twee seizoenen voor HFC Haarlem en daarna tot 1918 voor UD. In 1918 ging hij weer voor D.F.C. voetballen.
In het dagelijks leven was Bouman ambtenaar voor de gemeenten Zwolle, Deventer en Leerdam.